# North Spirit Lake Airport
North Spirit Lake Airport är en flygplats i Kanada.   Den ligger i provinsen Ontario, i den sydöstra delen av landet, 1 500 km nordväst om huvudstaden Ottawa. North Spirit Lake Airport ligger 326 meter över havet. Den ligger vid sjön North Spirit Lake.
Terrängen runt North Spirit Lake Airport är mycket platt. Trakten runt North Spirit Lake Airport är nära nog obefolkad, med mindre än två invånare per kvadratkilometer.. 
I omgivningarna runt North Spirit Lake Airport växer i huvudsak barrskog.